# Agua enriquecida

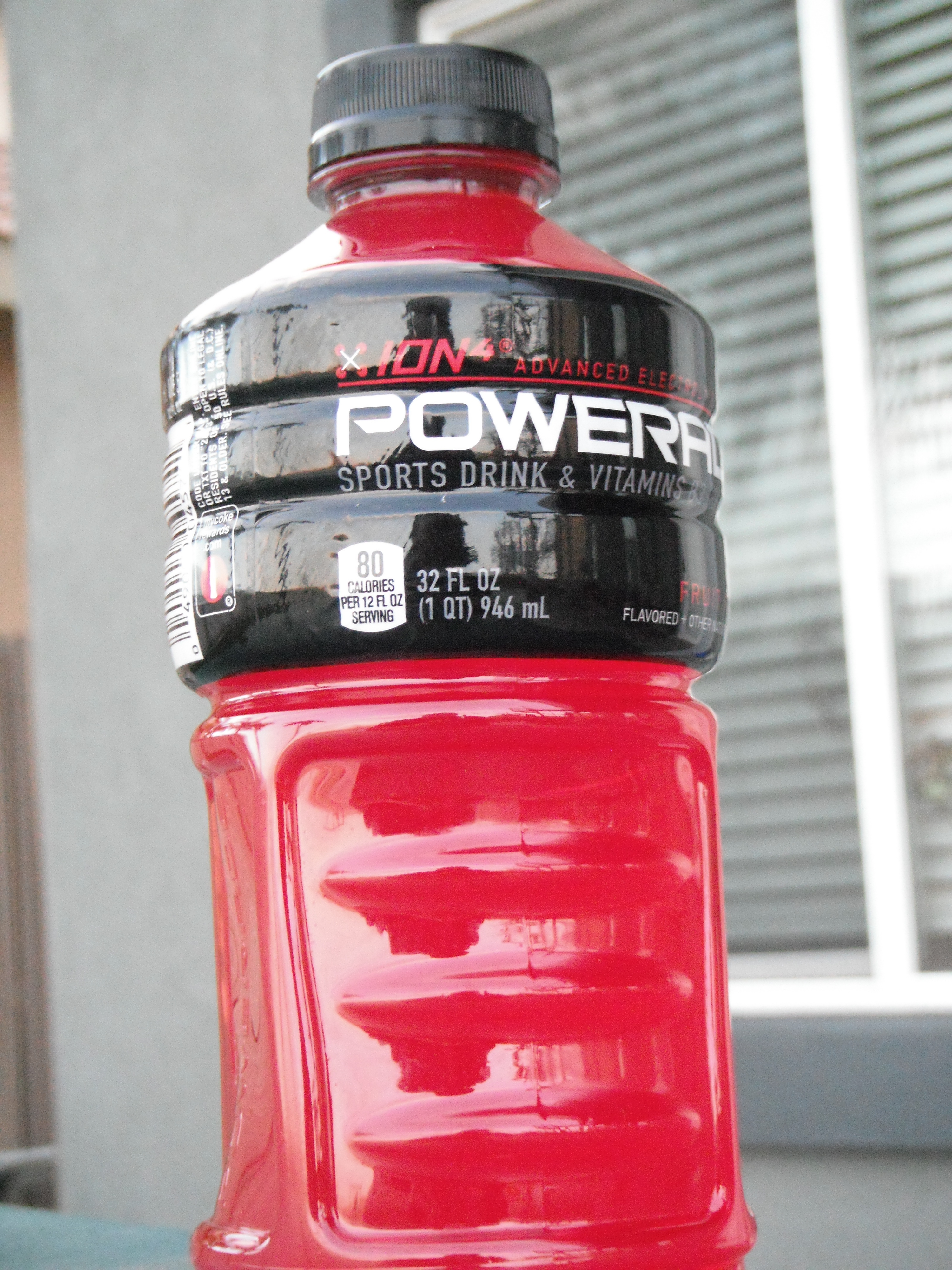
Agua enriquecida con electrolitos, Powerade.

El término agua enriquecida es usado para un tipo de bebidas que se comercializan como agua potable con ingredientes añadidos, tales como sabores naturales o artificiales, azúcar, edulcorantes, vitaminas y minerales. La mayoría de estas aguas enriquecidas tienen menos calorías que los refrescos no dietéticos. Usualmente son comercializados con publicidad que indican beneficios para la salud, aunque sus beneficios no han sido bien estudiados.

## Ingredientes
El agua enriquecida suele tener ingredientes que van de sencillos aditivos para manipular el sabor así como sustancias que suelen ser beneficiosas para la salud. Los ingredientes típicamente empleados para la fabricación de agua enriquecida incluyen ácido hidroxicítrico, picolinato de cromo, galato de epigalocatequina, potasio, vitamina C, vitamina B6 y vitamina B12. Otras bebidas contienen cafeína, electrolitos y plantas medicinales. Potenciar el agua embotellada con estos aditivos suele ser atractivo para personas preocupadas por su salud y que identifican a las vitaminas y otros aditivos como favorables. Muchas de estas aguas "diseñadas" caben dentro del grupo de las bebidas isotónicas, enriquecidas con hidratos de carbono y electrolitos favorables para deportistas que se enfocan en ejercicios de resistencia.

## Población infantil
Existen disparidades en el consumo de bebidas por raza, etnia y nivel de ingresos; evidentes principalmente en los primeros años de vida. Los niños de hogares con ingresos más bajos tienen más probabilidades de consumir bebidas azucaradas y jugo 100% de fruta y menos probabilidades de consumir leche materna que los niños de hogares con ingresos más altos. La ingesta de agua suele aumentar con la edad en la población infantil.
El agua enriquecida saborizada ha sido usada para contribuir a la salud en poblaciones infantiles con deficiencias nutricionales. Sin embargo, existen limitados estudios que analizan patrones de consumo de estas bebidas en edad temprana. Se recomienda evitar la introducción de bebidas endulzadas en los dos primeros años de vida a la vez que se fomenta el consumo de agua y leche.

## Comercialización
El agua saborizada fue introducida en los Estados Unidos en un comercial de televisión en 1977. La comercialización de agua enriquecida inició en Estados Unidos de la mano de PepsiCo, The Coca-Cola Company y otras empresas. El marketing del producto generalmente se enfoca en dar una imagen saludable en relación con sus efectos positivos en la salud humana. Las bebidas enriquecidas siguen creciendo en volumen cada año, uno de los segmentos de más rápido crecimiento en la categoría de bebidas no carbonatadas. En 2001, las ventas de diferentes marcas y tipos de estas bebidas en Estados Unidos se estimaron en $80 millones y en 2002 en $245 millones. Las ventas de agua enriquecida en el mercado mayorista estadounidense fueron de $170 millones en 2004. Sin embargo, el volumen de ventas es menor comparado al del agua mineral y carbonatada.
Las aguas enriquecidas varían desde bebidas sin calorías, pasando por orgánicas y aromatizadas con extractos de hierbas naturales (como el agua de hierbas de Ayala), hasta ciertas marcas de bebidas con vitaminas y electrolitos como la Glaceau, propiedad de The Coca-Cola Company. En mayo de 2007, Coca-Cola compró Energy Brands, el fabricante de Glaceau Vitaminwater, en $4,1 mil millones para reducir su brecha con su competidor PepsiCo. Esta es la adquisición más grande en la historia de la empresa.
PepsiCo posee varias marcas de agua enriquecida como SoBe, Propel Fitness Water y Aquafina Flavorsplash. Por su parte, Coca-Cola es propietaria de las marcas Smartwater, Vitamin Water y Dasani.